# استل انزه مینکو
استل انزه مینکو (فرانسوی: Estelle Nze Minko‎؛ زادهٔ ۱۱ اوت ۱۹۹۱) بازیکن هندبال اهل فرانسه است.